# Le Géant de la forêt
Pour les articles homonymes, voir Rainbow.
Pour plus de détails, voir Fiche technique et Distribution.
Le Géant de la forêt (The End of the Rainbow) est un film muet américain réalisé par Jeanie Macpherson et Lynn Reynolds, sorti en 1916.

## Fiche technique
- Titre original : The End of the Rainbow
- Titre français : Le Géant de la forêt
- Réalisation : Jeanie Macpherson et Lynn Reynolds
- Scénario : Lynn Reynolds
- Photographie : Clyde Cook (en)
- Producteur :
- Société de production :  Universal Film Manufacturing Company
- Société de distribution :  Universal Film Manufacturing Company
- Pays d'origine :  États-Unis
- Langue : film muet avec les intertitres en anglais
- Métrage : 1 500 m (5 bobines)
- Format : Noir et blanc — 35 mm — 1,33:1 — Muet
- Genre : Film dramatique
- Durée : 50 minutes
- Dates de sortie : 
  -  États-Unis : 30 octobre 1916
  -  France : 7 mars 1919[2]

## Distribution
- Myrtle Gonzalez : Ruth Bennett
- George Hernandez : Elihu Bennett
- Val Paul (en) : Jerry Simpson
- Jack Curtis : Thursday Simpson
- Fred Church : Ferdinand Stocker
- Joe Ryan : Bill Hardy
- Jack Connolly (en) : le shérif Connelly
- Nancy Caswell (en)
- Fred Montague